# Conker’s Bad Fur Day
Conker’s Bad Fur Day (Conker's BFD) ist ein Videospiel von der britischen Entwicklerfirma Rare für die Konsole Nintendo 64, das im Jahr 2001 veröffentlicht wurde.
Conker’s Bad Fur Day erhielt 2001 für seine akustische Gestaltung eine Auszeichnung der Britischen Akademie der Film- und Fernsehkunst in der Kategorie Interactive.

## Entwicklung
Conker wurde erstmals als spielbarer Charakter in Diddy Kong Racing eingeführt. Auch im 1999 erschienen Game-Boy-Spiel Conker’s Pocket Tales wurde Conker noch als absolut kindgerecht dargestellt. Conker’s Bad Fur Day sollte eigentlich unter dem Namen Conker’s Quest, und später als Twelve Tales – Conker 64 auf den Markt gebracht werden. Als das Spiel erstmals der Presse vorgestellt wurde, waren die Kritiken jedoch schlechter als erwartet. Der allgemeine Tenor war, dass auf dem Nintendo 64 bereits ausreichend viele Spiele für Kinder und mit kindergerechten Themen erschienen seien. Daraufhin überarbeitete Rare das gesamte Spiel und schockierte die Öffentlichkeit mit einer neuen Version, die das genaue Gegenteil ihres Vorgängers darstellte. Conker war ein Trunkenbold geworden, der sich nachts in der Kneipe mit seinen Freunden betrinkt und unschuldige Leute anpöbelt. Er vernachlässigt seine Freundin Berri und macht sich viele Feinde. Das Spiel enthält Anspielungen auf Filme wie Matrix, Saving Private Ryan, Uhrwerk Orange (einleitende Szene zu Beginn eines neuen Spiels) und Bram Stoker’s Dracula.

## Spielinhalt
Conker hat wieder einmal eine durchzechte Nacht in der Kneipe erlebt. Am nächsten Morgen wacht er weit entfernt von zu Hause auf und muss feststellen, dass er sich im Vollrausch auf dem Heimweg verlaufen hat. Fortan begibt er sich auf die Suche nach seinem Haus.
Zwischen ihm und seinem Zuhause steht jedoch König Panther mit seiner Teddybär-Armee, die „Tediz“ genannt. Dieser war als leidenschaftlicher Milchkonsument gar nicht erfreut darüber, als das vorderste Bein seines Tisches brach. Der Schloss-Doktor entschied, es müsse ein rotes Eichhörnchen eingefangen werden, um den Tisch zu reparieren. Die Beschreibung des Doktors passte genau auf Conker, der von nun an allseits bekannt war und gesucht wurde.
Conker begegnet auf seinem Heimweg vielen skurrilen Gestalten, wie zum Beispiel dem „Great Mighty Poo“ (ein singender Kothaufen), kiffenden Feuerameisen, blaublütigen Katzenfischen und einem trinkenden Bienenkönig, der seine Frau wegen einer vollbusigen Sonnenblume verlassen hat.

## Gameplay
Conker steuert sich wie ein klassisches 3D-Jump-’n’-Run. Man bewegt Conker frei durch die einzelnen Gebiete, er kann springen und sich ducken. Eine Besonderheit stellen spezielle Ereignisse und Scripts dar, die Conker an festgelegten Punkten, die als großer B-Knopf-Kreis gekennzeichnet sind, auslösen kann. Im Disco-Level muss er z. B. eine große Kugel bewegen, indem er auf sie uriniert und in Draculas Schloss verwandelt er sich in eine Fledermaus, um den tödlichen Fallen zu entkommen. Dabei setzt das Spiel verstärkt auf Trial&Error Momente. Dabei wird der Spieler vor eine Herausforderung gestellt, ohne im Vorfeld vom Spiel erklärt zu bekommen, was zu tun ist. Er muss durch Probieren herausfinden, wie er die Situation lösen kann.

## Mehrspielermodus
Conker’s Bad Fur Day bietet einen umfangreichen Mehrspielermodus für bis zu vier Spieler und mit sieben verschiedenen Spielen: Beach, Raptor, Heist, Death Match, War, Tank und Race. Jeder Modus hat sein eigenes Level.
Beach ist eine Form von "Sturm auf die Burg". Es treten zwei Teams gegeneinander an. Die "Tediz" bewachen eine Burg, die mehrere Eingänge hat. Die "Frenchis", französische Eichhörnchen, versuchen in vorgegebene Eingänge der Festung zu gelangen. Die Frenchis sind hierbei unbewaffnet, während die Tediz ein Arsenal an Waffen zur Verfügung haben. Das Aussehen des Levels ist stark an Omaha Beach angelehnt.
In Raptor, einem 2-Spieler Modus, steuern die Spieler zwei Raptoren, die einen Baby Dinosaurier füttern müssen. Dabei müssen sie auf Höhlenmenschen achten, welche die Dinoeier stehlen zu versuchen.
In Heist müssen vier Teams eine Bank überfallen und das Geld aus dem zentralen Tresor zum Ausgangspunkt bringen, ohne selbst Schaden zu erleiden, die nach Farben benannten Bankräuber sind eine deutliche Anspielung auf Reservoir Dogs – Wilde Hunde.
Death Match ist ein klassischer "Jeder gegen jeden" Modus, in dem sämtliche Waffen des Spiels enthalten sind. Der Modus verfügt über mehrere Multiplayerkarten.
War kann entweder Team Deathmatch sein oder Capture the Flag. Team Deathmatch besteht darin, dass zwei Teams gegeneinander antreten. Das Team, das am Ende der Runde die meisten gegnerischen Mitglieder ausgeschaltet hat, gewinnt. In Capture the Flag müssen die Teams die gegnerische Basis stürmen und eine dort platzierte Flagge in die eigene Basis bringen. Wird der Flaggenträger getroffen, verliert er die Flagge wieder.
Race greift ein Element des Solospielermodus auf. Hier treten zwei Spieler auf einem Hoverboard gegeneinander an. Sie können sich gegenseitig beschießen und müssen Hindernissen ausweichen, die bei Zusammenstoß tödlich sind.

## Rezeption
Das Spiel erhielt außerordentlich positive Rezensionen. Das englischsprachige Videospielportal IGN lobte Conker’s Bad Fur Day als rundum brillantes Spiel. Aufgrund seines speziellen Humors mit Fäkalreferenzen und sexuellen Inhalten sei es allerdings nicht für Spieler unter 17 Jahren geeignet.

„Das N64-Spiel des Jahres: Innovatives Leveldesign, ausgefeilte Situationskomik und perfekte Spielbarkeit – absoluter Pflichtkauf!“

In der Retrospektive führte IGN Deutschland das Spiel 2012 auf Platz 3 der besten N64-Spiele.

## Conker: Live & Reloaded
Auf der Microsoft Xbox erschien im Jahre 2005 ein Remake des Spiels namens Conker: Live & Reloaded. Der Name leitet sich von dem Online-Dienst, Xbox Live, ab, da das Spiel (im Gegensatz zum N64-Original) im Online-Modus via Xbox Live spielbar ist; dabei kann man über das Internet mit bis zu 16 Spielern spielen. Die Multiplayervarianten des Originals sind jedoch nicht mehr enthalten, Live & Reloaded enthält allerdings einen vollständig neu entwickelten Online-Modus, der auch über LAN spielbar ist. Außerdem wartet das Remake mit übersetzten, wenn auch stärker zensierten, Bildschirmtexten und einer stark verbesserten Grafik auf.

## Belege
1. ↑  bafta.org: Nominierungen und Preisträger der Interactive Awards 2001 im Bereich Sound (englisch, aufgerufen am 9. Juli 2013)
2. 1 2  ign.com (Memento vom 26. Juni 2013 im Internet Archive): Conker's Bad Fur Day in einer Top 10 für N64-Spiele (21. Mai 2012, Seite 8, aufgerufen am 2. Juni 2013)
3. 1 2  Conker's Bad Fur Day. In: GameRankings. Archiviert vom Original (nicht mehr online verfügbar) am 9. Dezember 2019; abgerufen am 11. August 2025 (englisch).
4. 1 2  Conker's Bad Fur Day Reviews. In: Metacritic. Abgerufen am 11. August 2025 (englisch).
5. 1 2  Matt Casamassina: Conker's Bad Fur Day. In: IGN. 3. März 2001, abgerufen am 11. August 2025 (englisch).
6. 1 2  Oliver Schultes: Conker’s Bad Fur Day. In: MAN!AC. Nr. 5/2001, Mai 2001, S. 56–58 (kultboy.com).